# La Pimienta, Simojovel
La Pimienta är en ort i Mexiko.   Den ligger i kommunen Simojovel och delstaten Chiapas, i den sydöstra delen av landet, 700 km öster om huvudstaden Mexico City. La Pimienta ligger 823 meter över havet och antalet invånare är 1 755.
Terrängen runt La Pimienta är bergig åt sydväst, men åt nordost är den kuperad. Runt La Pimienta är det ganska tätbefolkat, med 86 invånare per kvadratkilometer. Närmaste större samhälle är Simojovel de Allende, 5,0 km öster om La Pimienta. I omgivningarna runt La Pimienta växer i huvudsak städsegrön lövskog.